# (6112) Ludolfschultz
(6112) Ludolfschultz es un asteroide perteneciente al cinturón de asteroides, región del sistema solar que se encuentra entre las órbitas de Marte y Júpiter, descubierto el 28 de febrero de 1981 por Schelte John Bus desde el Observatorio de Siding Spring, Nueva Gales del Sur, Australia.

## Designación y nombre
Designado provisionalmente como 1981 DB1. Fue nombrado Ludolfschultz en homenaje a Ludolf Schultz, profesor de la Johannes-Gutenberg-Universität en Mainz, ha dedicado gran parte de su carrera al estudio de gases nobles en meteoritos. También ha enseñado planetología y ha hecho un esfuerzo considerable para presentar al público el enigmático campo de los meteoritos.

## Características orbitales
Ludolfschultz está situado a una distancia media del Sol de 3,100 ua, pudiendo alejarse hasta 3,912 ua y acercarse hasta 2,288 ua. Su excentricidad es 0,261 y la inclinación orbital 14,26 grados. Emplea 1993,91 días en completar una órbita alrededor del Sol.

## Características físicas
La magnitud absoluta de Ludolfschultz es 12,7. Tiene 7,869 km de diámetro y su albedo se estima en 0,285. 